# جافری وارد
جافری وارد (انگلیسی: Geoffrey Ward؛ زادهٔ ۳۰ نوامبر ۱۹۴۰) یک نویسنده، تاریخ‌نگار و فیلم‌نامه‌نویس اهل ایالات متحده آمریکا است.
او بابت آثارش، تاکنون برندهٔ ۷ جایزه امی شده‌است.